# Elezioni per l'Assemblea nazionale per il Galles del 2016
Le elezioni per l'Assemblea Nazionale per il Galles del 2016 si sono tenute giovedì 5 maggio 2016, per eleggere i membri dell'Assemblea Nazionale per il Galles (oggi chiamata Parlamento gallese). Si è trattato delle quinte elezioni sin dalla creazione dell'Assemblea.
La percentuale di voto del Partito Laburista Gallese di governo scese di oltre il 7%, e furono eletti 29 deputati all'Assemblea, uno in meno che alle elezioni del 2011 e due in meno della maggioranza assoluta. Plaid Cymru divenne il secondo maggiore partito dell'Assemblea, nonché opposizione ufficiale al governo gallese con 12 seggi, uno in più della legislatura precedente. Vennero eletti anche 11 deputati conservatori, tre in meno che nel 2011. Nonostante la mancata elezione di deputati nei collegi uninominali, il Partito per l'Indipendenza del Regno Unito (UKIP) ebbe 7 deputati eletti nei collegi regionali. I Liberal Democratici Gallesi elessero solamente un deputato, cinque in meno della legislatura precedente.
Le elezioni si tennero lo stesso giorno di quelle per il Parlamento Scozzese, di quelle per l'Assemblea dell'Irlanda del Nord, del Sindaco di Londra e dell'Assemblea di Londra, oltre che in numerose autorità locali dell'Inghilterra. Nello stesso giorno si tennero anche le elezioni suppletive per il collegio di Ogmore, per la Camera dei comuni. Questa elezione per l'Assemblea Nazionale per il Galles, nonché per gli altri parlamenti devoluti, furono spostate di un anno, dal 2015 al 2016, in conseguenza del Fixed-term Parliaments Act 2011. Le elezioni per l'Assemblea gallese sono state ora permanentemente fissate ogni cinque anni, secondo il Wales Act 2014.

## Sistema elettorale
Alle elezioni generali per l'Assemblea Nazionale per il Galles, ogni elettore ha due voti in un sistema proporzionale misto. Il primo voto è per il sistema a collegi uninominali, in cui viene eletto il vincitore del singolo collegio eletto con il sistema first-past-the-post. Il secondo voto è assegnato a liste regionali con il metodo d'Hondt, tenendo in considerazione i risultati dei collegi uninominali. Il risultato complessivo è, in maniera approssimata, proporzionale.
In precedenza, non era consentito di candidarsi sia in un collegio uninominale che in una lista regionale, ma questa regola fu abolita dal Wales Act 2014. Questa legge abolì anche il doppio mandato con la Camera dei comuni: un deputato all'Assemblea del Galles non può più essere deputato al Parlamento del Regno Unito.
Il diritto di voto all'Assemblea fu garantito a tutti i cittadini britannici, irlandesi, del Commonwealth e dell'Unione europea risiedenti nel Galles, con una età superiore a 18 anni.

## Risultati

Composizione dopo le elezioni.

| Partito | Partito                                    | Sistema a membri addizionali | Sistema a membri addizionali | Sistema a membri addizionali | Sistema a membri addizionali | Sistema a membri addizionali | Sistema a membri addizionali | Sistema a membri addizionali | Sistema a membri addizionali | Sistema a membri addizionali | Sistema a membri addizionali | Seggi totali | Seggi totali | Seggi totali |
| Partito | Partito                                    | Collegi                      | Collegi                      | Collegi                      | Collegi                      | Collegi                      | Regioni                      | Regioni                      | Regioni                      | Regioni                      | Regioni                      | Seggi totali | Seggi totali | Seggi totali |
| Partito | Partito                                    | Voti                         | %                            | +/-                          | Seggi                        | +/-                          | Voti                         | %                            | +/-                          | Seggi                        | +/-                          | Totale       | +/-          | %            |
| ------- | ------------------------------------------ | ---------------------------- | ---------------------------- | ---------------------------- | ---------------------------- | ---------------------------- | ---------------------------- | ---------------------------- | ---------------------------- | ---------------------------- | ---------------------------- | ------------ | ------------ | ------------ |
|         | Partito Laburista Gallese                  | 353.866                      | 34,7                         | 7,6                          | 27                           | 1                            | 319.196                      | 31,5                         | 5,4                          | 2                            | Stabile                      | 29           | 1            | 48,3         |
|         | Plaid Cymru                                | 209.376                      | 20,5                         | 1,3                          | 6                            | 1                            | 211.548                      | 20,8                         | 2,9                          | 6                            | Stabile                      | 12           | 1            | 20,0         |
|         | Conservatori Gallesi                       | 215.597                      | 21,1                         | 3,9                          | 6                            | Stabile                      | 190.846                      | 18,8                         | 3,7                          | 5                            | 3                            | 11           | 3            | 18,3         |
|         | Partito per l'Indipendenza del Regno Unito | 127.038                      | 12,5                         | —                            | 0                            | Stabile                      | 132.138                      | 13,0                         | 8,4                          | 7                            | 7                            | 7            | 7            | 11,7         |
|         | Liberal Democratici Gallesi                | 78.165                       | 7,7                          | 2,9                          | 1                            | Stabile                      | 65.504                       | 6,5                          | 1,5                          | 0                            | 4                            | 1            | 4            | 1,7          |
|         | Abolish the Welsh Assembly                 | —                            | —                            | —                            | —                            | —                            | 44.286                       | 4,4                          | —                            | 0                            | Stabile                      | 0            | 0            | 0,0          |
|         | Partito Verde di Inghilterra e Galles      | 25.202                       | 2,5                          | 2,3                          | 0                            | Stabile                      | 30.211                       | 3,0                          | 0,4                          | 0                            | Stabile                      | 0            | Stabile      | 0            |
|         | Altri                                      | 8.670                        | 0,9                          | —                            | —                            | —                            | 21.014                       | 2,1                          | —                            | —                            | —                            | —            | —            | —            |

|                     |                     |  |       |       |
| ------------------- | ------------------- |  | ----- | ----- |
| Laburisti           | Laburisti           |  | 31,5% | 31,5% |
| Plaid Cymru         | Plaid Cymru         |  | 20,8% | 20,8% |
| Conservatori        | Conservatori        |  | 18,8% | 18,8% |
| UKIP                | UKIP                |  | 13,0% | 13,0% |
| Liberal Democratici | Liberal Democratici |  | 6,5%  | 6,5%  |
| Altri               | Altri               |  | 9,4%  | 9,4%  |

|                     |                     |  |       |       |
| ------------------- | ------------------- |  | ----- | ----- |
| Laburisti           | Laburisti           |  | 48,3% | 48,3% |
| Plaid Cymru         | Plaid Cymru         |  | 20,0% | 20,0% |
| Conservatori        | Conservatori        |  | 18,3% | 18,3% |
| UKIP                | UKIP                |  | 11,7% | 11,7% |
| Liberal Democratici | Liberal Democratici |  | 1,7%  | 1,7%  |